# 風が呼んでる旋風児
『風が呼んでる旋風児』（かぜがよんでるマイトガイ）は、1963年8月31日に公開された日本の映画である。監督は野口博志。主演は小林旭。日活制作。

## 概要
銀座では外国人密輸組織と日本人密輸組織が7億円のダイヤを巡って対立していた。そして、ある密輸組織の子分の一人の腹の中にダイヤを隠すため、医師を脅して切開手術を行わせるが、警視庁にマークされた子分は殺されダイヤも消えた。香港や館山を舞台にしたシリーズ最終作。

## キャスト
- 二階堂卓也：小林旭
- 花村京子：松原智恵子
- 政吉：高品格
- 田沼博士：清水将夫
- 中村捜査課長：梅野泰靖
- テレビアナ： 藤村有弘
- 田沼美津子： 高野由美
- 宮原看護婦：松尾嘉代
- ある病院の医師：河上信夫（河上喜史朗）
- 平山八郎 ： 山田禅二
- 村瀬： 雪丘恵介
- 九龍の鉄 ：河野弘
- 須田正次郎：深江章喜
- 佐山 ：長弘
- 陳玉全 ： 衣笠真寿男
- 秋田浩介： 里実（大門実）
- 刑事Ａ：緑川宏
- 乗客Ａ：二木草之助
- 署員：小柴隆（小柴尋詩）
- 警察官Ａ： 白井鋭
- 警視庁指令室係員： 神山勝
- テレビ映画の俳優員：瀬山孝司(『赤い荒野』の映像を流用。)
- 空港レストランのコック： 戸波志朗、三杉健
- タクシー運転手：二階堂郁夫
- 刑事Ｂ：村上和也
- 出入国管理官： 露木譲
- 須田の配下： 志方稔
- 救急隊員 ：玉井謙介
- 競艇場前の煙草屋の女将： 鈴村益代
- 大森総合病院の看護婦：佐川明子
- 出入国管理官 ：樽井釉子
- 田沼医院の看護婦 ：赤川桂子
- ある病院の看護婦：橘田良江
- アンダーソンの配下： 倉田栄三、岩手征四郎、田畑善彦
- 刑事 ：小野武雄
- 記者 ： 平塚仁郎、 浜口竜哉
- 警官 ：伊藤浩
- アンダーソンの手下：立川博
- 警官：中平哲弥（中平哲仟）
- 刑事： 大路達三、原田貢
- アンダーソンの手下：杉浦公司
- スチーブ：ペトロ・H・フェルナンデス
- アンダーソン ：フランツ・グルーベル
- 田沼厚志： 佐藤公明
- 通訳：中尾実
- 厨房にいる運搬車の運転手： 藤井昭雄
- チェーンの安：赤司健介
- アボット〔人間ポンプの芸人〕：園部志朗（園部志郎）
- 技斗 ：高瀬将敏
- 以下ノンクレジット
- 闇市にいる人・火消し： 加野敬子（加納千嘉）
- 出入国管理官：押見史郎、河瀬正敏、堀崎二郎、 大庭喜儀、島村謙二（島村謙次）
- 救急隊員：笹木幸一（溝口拳）
- 記者 ： 三浜元、 新津邦夫、秋山耕志、澄田浩介、小島忠夫、 宮川敏彦、 藤野宏、石川恵一、 織田俊彦、式田賢一、東郷秀美
- 刑事人：山岡正義、井田武（いだたけ志）
- 空港で足止めされた客： 緒方葉子、菅原義夫
- 空港レストランのテレビ映画の俳優： 宍戸錠(『赤い荒野』の映像を使用。)
- 空港レストランのコック ：  川倉泰彦（矢藤昌宏）
- 懐中時計を渡す観客 ：  森みどり
- 警官：田中滋
- 警察医の助手： 山口吉弘
- アンダーソンの配下 ： 根本義幸、高緒弘志、島本輝男、本目雅昭
- 銀座四丁目の通行人： 武内悦子、西尾三枝子
- 銀座四丁目の街路樹にたたずむ女： 山本陽子

## スタッフ
- 監督：野口博志
- 脚本：織田清司、保坂潔
- 企画：茂木了輔
- 音楽：山本直純
- 原作：川内康範